# Ralph Abernathy
Ralph David Abernathy (Linden, 11 marzo 1926 – Atlanta, 17 aprile 1990) è stato un attivista e pastore cristiano statunitense.
Ordinato pastore nella denominazione cristiana battista nel 1948, Abernathy fu uno dei più importanti leader del movimento per i diritti civili degli afroamericani, nonché il più stretto collaboratore ed amico di Martin Luther King.
Nel 1968, a seguito della morte di King, divenne il presidente della Southern Christian Leadership Conference, incarico che ricoprì fino al 1977 quando si dimise dall'incarico.

## Biografia
Ralph Abernathy era il decimo di dodici figli di William L. e Louivery Valentine Abernathy una coppia afroamericana che possedeva una fattoria a Linden, in Alabama
Durante la seconda guerra mondiale Ralph ìfu arruolato nell'esercito statunitense arrivando al grado di sergente di plotone per poi essere congedato. Dopo l'esperienza militare inizia a frequentare l'Alabama State University. Nel 1948 diventa ministro cristiano battista ordinato mentre nel 1950 termina i suoi studi con un bachelor's degree in matematica. L'anno successivo ottiene anche un Master of Arts dall'Atlanta University in sociologia.

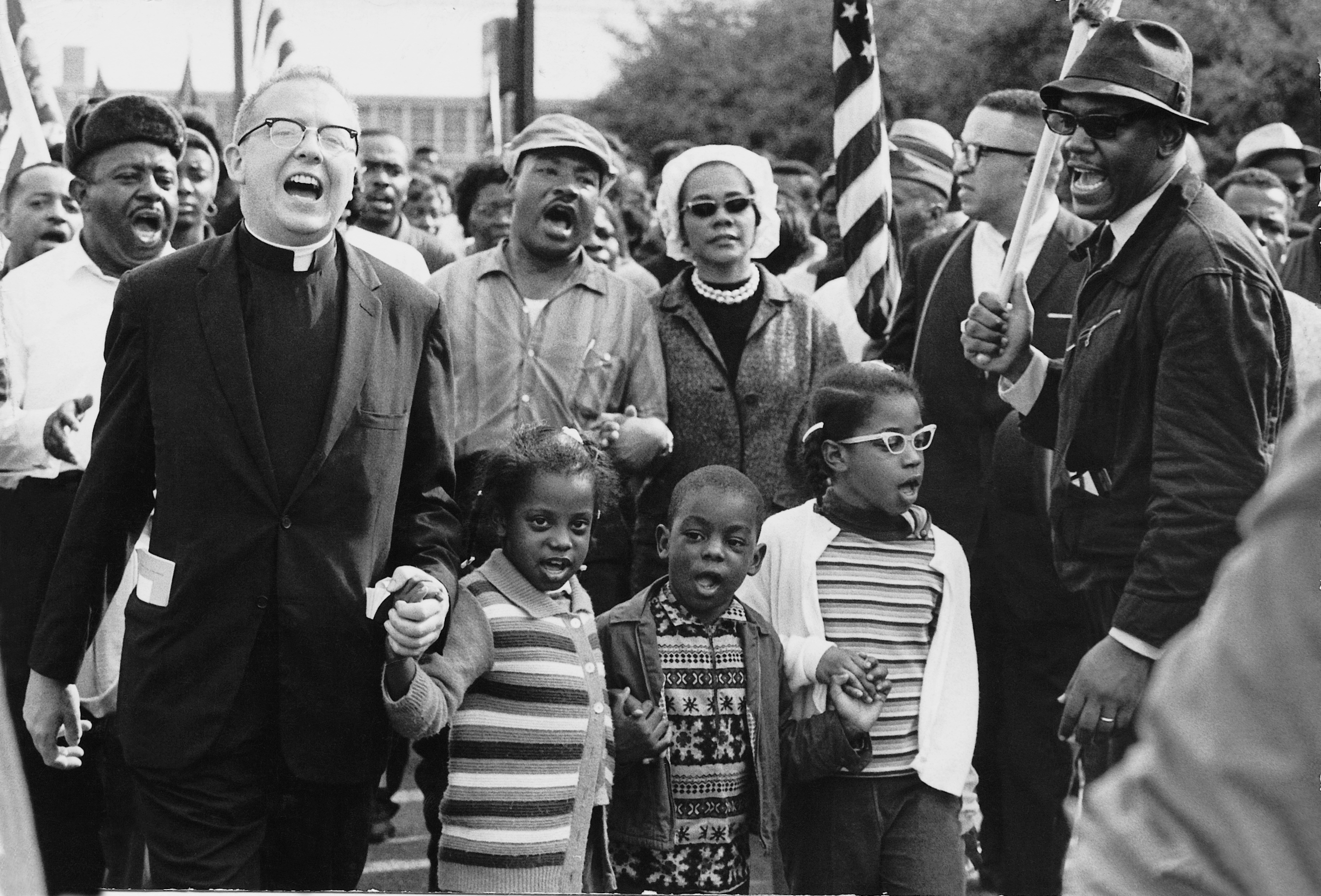
Le famose marce da Selma a Montgomery del 1965; sono presenti, tra gli altri: Ralph Abernathy, Martin Luther King e James Reeb (che tiene per mano i figli di Abernathy)

Fu uno dei sostenitori più attivi del boicottaggio dei bus a Montgomery. Quando venne accolta la richiesta di abolire la segregazione sugli autobus, il 21 dicembre 1956, la protesta ebbe termine e Abernathy salì sul primo autobus disponibile insieme a Martin Luther King e al reverendo bianco Glenn Smiley, il quale sedette al fianco del reverendo nero, cosa impensabile sino a pochi giorni prima.
Il suo attivismo fu duramente colpito dai segregazionisti: la sua casa fu ripetutamente colpita da attacchi dinamitardi. Insieme a Martin Luther King, Fred Shuttlesworth e altri attivisti, fondò un'organizzazione per i diritti civili nel 1957: la Southern Christian Leadership Conference (SCLC).
(Martin Luther King)

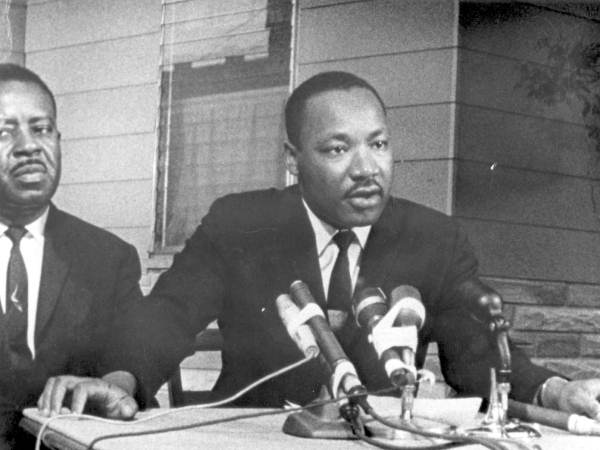
Ralph Abernathy con l'amico e collaboratore Martin Luther King a St. Augustine, in Florida, nel giugno del 1964

Il 3 aprile 1968, al Mason Temple, Ralph Abernathy introdusse Martin Luther King poco prima che questi tenesse il suo ultimo discorso pubblico. All’inizio del celebre discorso intitolato “I’ve Been to the Mountaintop”, King disse:
Il giorno seguente, il 4 aprile 1968, Abernathy si trovava con King nella stanza 306 del Lorraine Motel di Memphis. Alle 18:01, mentre Abernathy era all'interno della camera, il suo amico e collaboratore King fu brutalmente assassinato mentre si trovava sul balcone.
Abernathy lo accompagnò d’urgenza all’ospedale St. Joseph ma King non riprese mai più conoscenza e fu dichiarato morto alle 19:05, all’età di 39 anni.
Fino alla morte di King, Abernathy ricoprì i ruoli di Vicepresidente generale della Southern Christian Leadership Conference. Dopo l’assassinio di King, ne prese il posto alla presidenza. I suoi primi impegni furono l'organizzazione di varie marcie pacifiche per protestare in favore di politiche che favorissero le classi meno abbienti della società statunitense.
Il 15 luglio 1969, alla vigilia del lancio di Apollo 11, Abernathy arrivò a Cape Canaveral con centinaia di sostenitori per portare protestare contro le ingenti spese del governo per l’esplorazione spaziale, mentre milioni di americani vivevano nella povertà.
Durante l’incontro con il direttore della NASA Thomas O. Paine, Abernathy affermò che, di fronte a tanta sofferenza, i voli spaziali erano una priorità disumana. Nonostante la protesta, Abernathy riconobbe il valore dell’impresa spaziale e l’eroismo degli astronauti, aggiungendo però: “Se possiamo fare questo per lo spazio, dobbiamo fare altrettanto per chi muore di fame.”

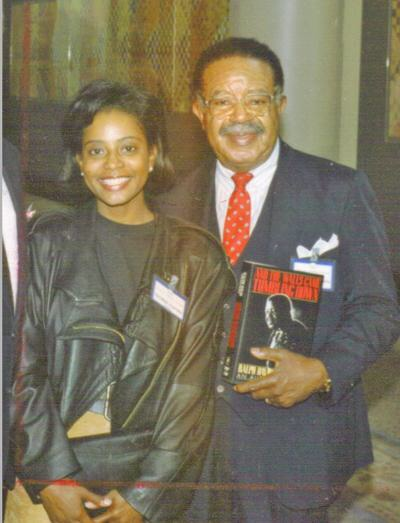
Ralph con la figlia Donzaleigh Abernath nel 1990

Nel 1973 contribuì a negoziare una risoluzione pacifica della rivolta di Wounded Knee tra l’FBI e i leader del Movimento per i diritti dei Nativi americani, Russell Means e Dennis Banks.
Abernathy rimase alla guida della SCLC per nove anni dopo la morte di King. Quando lasciò la presidenza nel 1977, la SCLC era indebitata e meno rilevante. Fu comunque nominato presidente emerito.
Nel 1971 parlò all’ONU sul tema della pace nel mondo e fu divenne anche membro del consiglio del Martin Luther King Jr. Center for Nonviolent Social Change. Nel 1977 si candidò al Congresso per il 5º distretto della Georgia, ma fu sconfitto.
Fondò un’organizzazione no-profit, la Foundation for Economic Enterprises Development (FEED), per fornire formazione tecnica e manageriale ai lavoratori svantaggiati, creando opportunità di lavoro e impresa.
Nel 1979 sostenne Edward Kennedy alle primarie presidenziali, ma poco prima delle elezioni del 1980 fece scalpore appoggiando il repubblicano Ronald Reagan. Ritirò il suo appoggio a Reagan nel 1984, deluso dalle sue politiche sui diritti civili.
Nel 1982, testimoniò davanti al Congresso a favore della proroga del Voting Rights Act, insieme al suo collaboratore James Peterson.
Nel 1989 uscì la sua autobiografia And the Walls Came Tumbling Down, in cui raccontò il suo rapporto con King e le battaglie per i diritti civili. Il libro suscitò grande scalpore perché rivelava episodi di infedeltà coniugale di King, inclusi rapporti con due donne la notte prima della sua morte.
Negli anni ’80, fu portavoce della Chiesa dell’Unificazione nella campagna contro l’uso del termine “Moonies” (per loro offensivo quanto la parola “nigger”). 

### Morte
Abernathy morì il 17 aprile 1990 a 64 anni, per due coaguli di sangue che raggiunsero cuore e polmoni. Il presidente George H. W. Bush rilasciò una dichiarazione ufficiale:
(il presidente degli Stati Uniti George H.W Bush a seguito della morte di Abernathy)
È sepolto ad Atlanta, nel Lincoln Cemetery. Per sua volontà, la tomba reca una semplice iscrizione: “Ci ho provato”.

## Vita privata
Sposò Juanita Jones Abernathy il 31 agosto 1952 e i due rimasero sposati fino alla morte di lui avvenuta nel 1990. La coppia ebbe cinque figli: Ralph David Abernathy Jr. (che morì due giorni dopo la nasctia), Juandalynn R. Abernathy, l'attrice Donzaleigh Abernathy, il reverendo Ralph David Abernathy III e Kwame Luthuli Abernathy. 

## Posizioni
Abernathy era contrario all'aborto e alla contraccezione:
(Ralph Abernathy)
Sostenitore di vari esponenti del partito democratico, egli decise di supportare nelle elezioni del 1980 il repubblicano Ronald Reagan, dicendo di non aver apprezzato le politiche di Jimmy Carter. Per le elezioni del 1984 e del 1988 sostenne il pastore cristiano ed attivista Jesse Jackson.
Egli co-fondò la American Freedom Coalition, associazione dedita al mantenimento di valori di ispirazione cristiana. L'associazione era contraria all'aborto, alla rivoluzione sessuale ed alla pornografia. Lo stesso Abernathy, nel suo libro "And the Walls Came Tumbling Down: An Autobiography" dice che: "Noi tutti comprendevamo e rispettavamo la proibizione biblica delle relazioni sessuali al di fuori del matrimonio".

## Pubblicazioni
- (EN) Ralph Abernathy, And the Walls Came Tumbling Down: An Autobiography, Harper & Row, 1989, ISBN 9781569762790.

## Filmografia
- Selma - La strada per la libertà (Selma), regia di Ava DuVernay (2014)
- All the Way, regia di Jay Roach - film TV (2016)